# Пугачёв, Сергей Викторович
Серге́й Ви́кторович Пугачёв (род. 4 февраля 1963, Кострома) — бывший российский банкир, собственник Межпромбанка, предприниматель, международный инвестор и государственный деятель, доктор технических наук.
Проживает во Франции, натурализованным гражданином которой является, отказавшись от гражданства России в 2012 году.

## Биография
Отсутствует публичная достоверная информация, касающаяся ранних этапов биографии Пугачёва. По его собственному утверждению, Пугачев начал обучение в средней школе на территории Украины в 1969 г. Данные о полученном им высшем образовании разнятся.
Согласно неоднократно публиковавшимся в прессе документам Василеостровского районного суда Ленинграда, с 1984 года Пугачёв разыскивался милицией за мошенничество. 26 мая 1986 года он был приговорён к трём годам лишения свободы условно с конфискацией имущества и обязательным привлечением к труду за мошенничество, наказание отбывал на стройках Ярославской области. Сам Пугачёв информацию про стройки в Ярославской области отрицает (в интервью Дмитрию Гордону).
Из депутатского запроса Константина Ширшова генеральному прокурору Ю.Чайке:

 Пугачёв занял у своего приятеля и сослуживца Егорова 5500 рублей, пообещав купить новый автомобиль. Машину, по словам Пугачёва, имел возможность приобрести его отец. Егоров не увидел ни авто, ни наличных. 
Продемонстрированные журналистам документы ставят под сомнение подлинность его трёх дипломов о высшем образовании, его официальную биографию, а также трудовую книжку. Так, в 1983—1991 годах ни дня не работал в Красногвардейском отделении Стройбанка СССР, как написано в его трудовой книжке.
В 1991 году Пугачёв учредил «Северный торговый банк», который стал одним из первых кооперативных банков в СССР.
Согласно информации, представленной на личном сайте, 1991—1994 гг. Пугачёв проживал в США (в России бывал наездами для контроля бизнеса), с 1994 года проживает во Франции. Свои крупнейшие бизнес-проекты вёл во Франции, Люксембурге, США, России, Великобритании.
В 1992 году Сергей Пугачёв организовал «Международный промышленный банк».
В 1990-е годы Пугачёв являлся представителем узкого круга Бориса Ельцина, был одним из руководителей его предвыборного штаба в 1996 году. По мотивам событий выборов 1996 в 2003 году американским режиссёром Роджером Споттисвудом был снят фильм «Проект „Ельцин“» (англ. Spinning Boris), в котором снялись Джефф Голдблюм, Энтони Лапалья, Лев Шрайбер, прообразом главного героя стал Сергей Пугачёв, его роль сыграл в фильме Григорий Гладий.
Согласно его словам, жил во Франции с 1990-х годов.
В конце 1990-х приобрёл Енисейскую промышленную компанию, которая имела лицензию на геологоразведку в районе Улуг-Хемского района в Республике Тыва (Южной Сибири).
В процессе разведки и экспериментальной добычи совместно с ведущими мировыми добывающими компаниями было открыто крупнейшее в мире месторождение коксующихся углей. В 2000 году ЕПК получила лицензию на разведку и добычу угля на Элегестском месторождении. В то же время Сергей Пугачёв инвестировал в создание судостроительного комплекса на базе Балтийского завода, завода «Северная верфь» и 60 предприятий машиностроения, который стал крупнейшим в Европе.
В начале 2000-х годах консолидировал свои активы под управлением «Объединённой промышленной корпорации» (по независимой оценке на 2008—2010 годы) общей стоимостью более 12 млрд долл. США.
20 июня 2002 года газета «Ведомости» писала: «Владимир Путин вчера подхватил правительственную идею об амнистии вывезенного капитала и призвал предпринимателей возвращать деньги в страну. Любопытно, что первым представителем бизнеса, с которым Путин вчера начал подробно обсуждать эту идею, стал бывший президент Межпромбанка, сенатор Сергей Пугачёв». Встреча Владимира Путина с Сергеем Пугачёвым состоялась через день после появления во французской Le Monde публикации о начавшемся в Монако и Франции предварительном расследовании, касающемся финансовых операций Пугачёва. В 2015 году сам Пугачёв так описал инцидент: «В 2003 году, когда я инвестировал во многие проекты на Западе, в том числе и в Америке, Путин неожиданно пригласил меня и под камеры попросил разработать закон о возвращении и амнистии российских капиталов. Это было что-то совершенно бредовое и несомненно было послание в мою сторону.».
В июне 2004 года стало известно, что управляющий банка Сергей Веремеенко покинул совет директоров и вышел из числа собственников Межпромбанка, продав свою долю партнёрам. Сразу же было создано ЗАО «Объединённая промышленная корпорация», которому отошли промышленные активы банка. Председателем совета директоров новой структуры стал член совета директоров и управляющий директор Межпромбанка Александр Гнусарев. Однако в 2006 году выяснилось, что окончательными бенефициарными собственниками Межпромбанка оказались члены семьи Пугачёва (около 72 % акций), Гнусарев (6 %) и ещё несколько членов совета директоров банка.
В 2009 году Сергей Пугачёв стал гражданином Франции. В июле 2015 года выяснилось, что ещё в 2012 году Пугачёв написал заявление об отказе от российского гражданства.
В 2011 году по заявлению Пугачёва возбуждено уголовное дело во Франции в связи с вымогательством и угрозами со стороны ряда высокопоставленных сотрудников АСВ. Через год Пугачёв известил о начале подготовке иска в Гаагский трибунал против РФ.
В 2013 году против Пугачёва в России было возбуждено уголовное дело. В декабре 2013 года государство подаёт иск о привлечении Пугачёва к субсидиарной ответственности в Московский Арбитражный суд, затем Следственный комитет объявляет о розыске Пугачёва по делу Межпромбанка.
В июне 2014 года Российская Федерация обратилось с заявлением в Высокий суд Лондона об обеспечительных мерах в поддержку гражданского субсидиарного иска в Московском арбитражном суде.
11 июля 2014 года судья Высокого суда Лондона Хендерсон без вызова ответчика и уведомления вынес решение о замораживании активов Сергея Пугачёва на территории Англии, также содержалось принуждение Пугачёва к разглашению всех принадлежащих ему прямо или косвенно активов в мире. По данным правоохранительных органов Великобритании, представители российских властей противозаконно осуществляли постоянную слежку за Пугачёвым и членами его семьи в Англии через нанятых ими частных детективов. 2 марта 2015 года судья Высокого Суда Лондона Смит запрещает Пугачёву покидать пределы Англии и Уэльса, а также приказывает передать все паспорта и проездные документы фирме Hogan Lovells (которая на суде представляет интересы Российской Федерации). В мае 2015 года полиция Великобритании под личными автомобилями Пугачёва нашла взрывные устройства. Расследованием дела занялась антитеррористическая служба SO15, Пугачёву и его семье представлена государственная защита (в настоящее время дело расследуют французские правоохранители). На Пугачёва неоднократно совершались покушения как в России, так и за рубежом (как до 2010 года, так и после). В результате покушений были ранены сотрудники охраны. Данные действия преследовали цель заставить Пугачёва покинуть Лондон.
В конце ноября 2014 года российское бюро Интерпола разместило на своём сайте информацию о розыске Пугачёва. После жалобы адвокатов Пугачёв был удалён из базы данных Интерпола «в связи с политической мотивацией дела».
23 июня 2015 года в нарушение приказа английского судьи Пугачёв покидает юрисдикцию Англии и Уэльса, тайно переехав во Францию.
21 сентября 2015 года Пугачёв подал в Постоянную палату третейского суда в Гааге иск к России на $12 млрд по факту экспроприации активов последнего. Подготовкой иска занялась юридическая компания из Нью-Йорка King and Spalding.
3 декабря 2015 года Высокий суд Правосудия Англии и Уэльса выдал ордер на арест Пугачёва по делу о неуважении к суду. 22 декабря 2015 года судья Роуз приговорила Пугачёва к тюремному заключению на 2 года за неуважение к суду, в решении судья отметила, что у Пугачёва были веские основания считать, что его жизнь находится в опасности и ей угрожают агенты РФ.
30 января 2016 года Верховный суд России отказал Пугачёву в пересмотре судебных актов нижестоящих инстанций, которые привлекли его к субсидиарной ответственности по обязательствам Межпромбанка, взыскав с Пугачёва около 75,6 миллиарда рублей.
В апреле 2016 года адвокат Пугачёва Карина Москаленко подала жалобу в ЕСПЧ по фактам нарушений, допущенных при рассмотрении в РФ гражданского иска о субсидиарной ответственности. 5 июля жалоба была зарегистрирована в суде, суд обязался приступить к рассмотрению дела «как только представится техническая возможность». В 2016 году интересы Пугачёва в суде стала представлять французская фирма Lazareff Le Bars.
17 июня 2016 года адвокаты Пугачёва назначили профессора Томаса Клэя в качестве арбитра в Гаагском Международном трибунале для рассмотрения его арбитражного иска против Российской Федерации.

### Защита диссертаций
Известно, что Пугачёв защитил две диссертации, получив учёные степени кандидата и доктора технических наук. Первая диссертация «Методы и модели управления инвестиционной политикой банка», написанная в 1994 году в Университете методологии знания, была защищена Пугачёвым 15 марта 1995 года в диссертационном совете Московского государственного строительного университета. Научным руководителем Пугачёва был его коллега Веремеенко, который в марте 1994 года там же защитил диссертацию «Методы и модели оценки и выбора вариантов крупных инвестиционных проектов трубопроводного транспорта» на соискание учёной степени доктора технических наук.
Также известно, что Пугачёв стал членом общероссийской общественной организации Российская инженерная академия — правопреемницы Инженерной академии СССР, учреждённой в мае 1990 года и занявшейся «активной работой по связи науки и производства». По крайней мере с 1993 года Межпромбанк привлекал сотрудников академии к экспертизе деятельности различных предприятий, также они вместе создали Международный институт инвестиционных проектов, занявшийся формированием базы данных по различным регионам и предприятиям для создания программы кредитования. Этот институт возглавил Веремеенко, тоже являвшийся членом академии, а Пугачёв в 1992—1997 годах был заведующим лабораторией и заведующим отдела института.
По некоторым сведениям, в середине 1990-х годов председатель Высшего аттестационного комитета России Николай Карлов вопреки положению о ВАК разрешил открытие специализированного совета по защите кандидатских диссертаций в Международном институте инвестиционных проектов, подобного права добивалась и Российская инженерная академия. Некоторые эксперты говорили, что ВАК взял курс на «коммерческий подход» к присуждению учёных степеней. При этом утверждалось, что в 1997 году более пятидесяти сотрудников ВАК, имевших доступ к закрытым диссертациям и перспективным разработкам, «представляющим большой интерес для финансово-промышленных кругов», открыли депозитные счета в Межпромбанке и получали деньги за собранную и обработанную для банка информацию.
В октябре 2000 года в Москве Пугачёв защитил диссертацию «Разработка информационной технологии управления финансовыми ресурсами кредитных организаций». Согласно официальным сведениям, ему была присвоена учёная степень доктора технических наук. Кроме того, утверждается, что Пугачёв написал три монографии и стал автором более сорока научных статей.

### Политическая карьера
В 1995 году случился скандал, утверждалось, что Межпромбанк Пугачёва эмитировал кредитные карточки Eurocard для президента Б. Н. Ельцина и членов его семьи. Комментарии от Пугачёва на этот счёт не поступали.
В декабре 1995 года Сергей Пугачёв баллотировался в депутаты Госдумы РФ по общефедеральному списку избирательного объединения Партии российского единства и согласия (ПРЕС) Сергея Шахрая.
В ходе избирательной кампании 1996 года Пугачёв был одним из руководителей предвыборного штаба кандидата в президенты — Бориса Ельцина. Впоследствии, Пугачёв заявил о том, что его связи в США сыграли решающую роль в победе Ельцина в противостоянии с коммунистами. Согласно словам Пугачёва, он, используя личное знакомство с Фредом Лоуэллом, близким к Республиканской партии США, привёз в Россию команду политтехнологов и пиарщиков из США во главе с ведущим стратегом тогдашнего губернатора Калифорнии Пита Уилсона Джорджем Гортоном. Команда Гортона вместе с Татьяной Дьяченко проводила предвыборную кампанию, используя все лучшие традиции американских политтехнологий и преподнося Ельцина в лучшем свете, подчёркивая опасность реставрации власти коммунистов.
В июне 1996 года был награждён благодарностью президента Российской Федерации Ельцина «За большой вклад в становление российской демократии, участие в подготовке и проведении кампании всенародных выборов Президента Российской Федерации 1996 года».
В октябре 1998 года Михаил Задорнов включил в состав российской делегации, отправившейся на очередную годичную сессию МВФ и Всемирного банка в Вашингтон, Сергея Пугачёва. Задорнов вместе с возвращённым главой ЦБ Виктором Геращенко брал Пугачёва и на двусторонние встречи с руководством МВФ и ВБ. Пугачёва представляли как руководителя «успешного» и, несмотря ни на что, «работающего» банка.
В интервью Пугачёв заявлял, что в 1990-е он выдвинул идею о том, чтобы сделать Владимира Путина потенциальным преемником Ельцина. Financial Times установила, что Пугачёв был близким другом Татьяны Дьяченко и её мужа, Валентина Юмашева, возглавлявшего администрацию президента РФ, а также других видных деятелей ельцинского периода. Пугачёв представил Путина Ельцину, а в 1999—2000 годах был одним из руководителей его предвыборного штаба; оставался близким Кремлю предпринимателем в 2000-е годы.
В ноябре 2000 года Сергей Пугачёв был избран членом бюро правления Российского союза промышленников и предпринимателей (РСПП). C ноября 2000 года по январь 2003 года являлся вице-президентом Российского союза промышленников и предпринимателей. Организовывал встречи представителей крупного бизнеса с Владимиром Путиным.
Входил в состав Российско-Французской правительственной комиссии. Являлся инициатором приобретения Российской Федерацией лицензии на производство французских вертолётоносцев «Мистраль». 23 ноября 2009 года в Санкт-Петербург прибыл первый замначальника главного штаба ВМФ РФ вице-адмирал Олег Бурцев, который сообщил, что руководство ВМФ нуждается в закупке одного вертолётоносца «Мистраль» и также необходима лицензия на постройку 4 судов подобного класса в России. В декабре 2009 года французская делегация во главе с генеральным инженером Аленом Костом посетила принадлежащий Пугачёву «Балтийский завод», чтобы ознакомиться с его производственными мощностями. Произведён осмотр стапелей, корпусообрабатывающего и механического цехов, а также спущенного на воду ледокола «Санкт-Петербург». После визита начались переговоры о выдаче лицензии ОПК для производства «Мистралей» в России под нужды ВМФ РФ. В декабре 2010 года вышло совместное заявление президентов РФ и Франции о покупке 2 кораблей «Мистраль» и опциона на строительство ещё 2 на одной из российских верфей. Соглашение по «Мистралям» подписано 25 января 2011 года в Париже.
24 декабря 2001 года Пугачёв был избран сенатором Российской Федерации. 26 декабря 2001 года был утверждён представителем от правительства Тувы в Совете Федерации РФ. Его кандидатуру поддержало порядка 80 % тувинских депутатов. 4 января 2011 года был досрочно смещён с этой должности Указом президента Тувы. В качестве мотивации было указано, что Пугачёв не был в республике два года, не имеет там представителя, и абсолютно не интересуется положением дел в Туве, с официальной формулировкой «откровенно пренебрегал обязанностями и не оказывал республике никакой поддержки».

## Инвестиции
В 1991 году С. В. Пугачёв учредил один из первых кооперативных банков в СССР, «Северный торговый банк». В 1993 году продал свою долю.
В 1992 году стал одним из соучредителем ООО «Международный промышленный банк» (Пугачёву принадлежало 25 % акций), который одним из первых получил лицензию на проведение валютных операций. «Межпромбанк» изначально строился как «венчурный инвестиционный фонд», не специализируясь на охоте на вкладчиков. Банк искал проблемные, но перспективные активы, инвестировал в их развитие и затем продавал. Банк входил в топ 10 самых больших банков России и являлся крупнейшим кредитным учреждением страны по размеру капитала (175 млрд руб.), также был принципиальным членом систем Visa International и Master Card Worldwide, имея собственный процессинг. Имелось 7 филиалов.
В январе 2002 года Пугачёв покинул пост председателя совета директоров Международного промышленного банка, преобразованного в декабре 2001 года из ООО в ЗАО. По некоторым сведениям, после избрания сенатором, Пугачёв больше не владел акциями банка (по другим данным, утверждалось, что у него менее 5 процентов акций).
В 2003 году упоминалось, что официальный среднегодовой доход Сергея Пугачёва составлял более 7 миллиардов рублей. Согласно обнародованным в 2010 году данным, он заработал 3 миллиарда рублей, значительно опередив всех остальных российских сенаторов.
Будучи сенатором, Пугачёв все свои активы передал под управление ЗАО «Объединённая промышленная корпорация». Под управлением ОПК находились активы в разных секторах экономики в России. По разным оценкам, их стоимость составляла более 15 млрд долл. США.

### Судостроительные активы
Сергей Пугачёв в конце 90-х начал покупать акции судостроительных и машиностроительных предприятий Петербурга. Под управление «ОПК» перешли ОАО Судостроительный завод «Северная верфь», ОАО «Балтийский завод», ОАО ЦКБ «Айсберг». Приобрести «Северную верфь» Пугачёву посоветовал Борис Кузык, помощник по военно-техническому сотрудничеству президента Бориса Ельцина и друг Александра Котельника, гендиректора «Росвооружения» в 1994—1997 годах. По итогам проведённого конкурса Пугачёв стал владельцем «Северной верфи». По информации СМИ, Пугачёв на тот момент уже являлся мажоритарным акционером Балтийского завода и был в процессе закрытия сделки по покупке оставшихся до 100 % акций. Аналитики оценили новый актив Пугачёва с портфелем заказов на 700 млн долларов США.
Затем Пугачёв приступил к крупному в Санкт-Петербурге девелоперскому проекту по застройке 70 гектаров в центре города на Васильевском острове. Проект по строительству жилого района на бывших площадях Балтийского завода был поддержан Федеральным Правительством и губернатором Валентиной Матвиенко был включён в градостроительный план, предполагалось построить до 4,5 млн м². жилья. Реализацией проекта руководила его компания ОПК-Девелопмент.
Первым важным заданием стала реконструкция и строительство персональной яхты «Россия» В. В. Путина.
Пугачёв, как гражданин Франции и член Российско-Французской комиссии по международному сотрудничеству, активно лоббировал контракт на получение лицензии по строительству вертолётоносцев «Мистраль» во Франции для России, сумма сделки была 1,5 миллиарда евро.
В 2005 году структуры Сергея Пугачёва приобретают контрольный пакет акций ОАО «Балтийский завод».
Сергей Пугачёв сконцентрировался на получении дополнительных долей в «Северной верфи» и «Балтийском заводе». Он приобрёл конструкторское бюро «Айсберг». В конечном счёте доля владения Пугачёва судостроительными активами была доведена до 75,82 % в «Северной верфи», до 88,32 % в «Балтийском заводе» и 64,82 % в «Айсберг».
В 2007 году Правительство РФ создало ОСК с целью консолидации своего долевого участия в верфях, государство владело 100 % акций созданной корпорации. В 2008 году совет директоров корпорации возглавил вице-премьер Игорь Сечин. В начальный период активности ОСК приобрела пакеты в КБ «Айсберг» (24,49 %) и в «Северной верфи» (20,96 %).
В ноябре 2009 года состоялась встреча Пугачёва и Путина. Путин обозначил желание государства купить доли Пугачёва всех принадлежащих ему судостроительных активов, Пугачёву был дан намёк, что последний должен согласиться на продажу. Министр финансов Кудрин вышел с предложением выделить 5 миллиардов долларов США из федерального бюджета на данную сделку.
По оценке BDO от июля 2010 года стоимость долевого участия в верфях составила 101,36 млрд российских рублей (3,5 млрд долларов США по курсу 2010 года), которая сделана под давлением государства, в оценку не вошли контракты будущих периодов. Financial Times отметил, что оценка BDO составила 3,5 млрд долларов США, а банка Nomura — 4,2 млрд.
В 2011 году прошло совещание у зампреда правительства Козака, дано поручение заключить мировое соглашение Пугачёва и ЦБ РФ по вопросу продажи акций судостроительных предприятий, до 13 октября 2011 года нужно будет принять согласованное решение. ЦБ выдал мандат на переговоры представителям банка Nomura. Позже источник сообщил о факте прикрытия со стороны ЦБ в вопросе экспроприации активов, вице-президента ЦБ Шевцов сообщил о визите главы Nomura в Москву по вопросу обсуждения размещения резервов РФ в этот японский банк.
В результате проведённых аукционов в 2012 году акции «Северной верфи», «Балтийского завода» и КБ «Айсберг» были приобретены ОСК за 12,7 млрд рублей.

### Зарубежные активы
В 2000-х годах Пугачёв приобретал различные активы за пределами РФ: начат проект телеканала Luxe TV, который проводил вещание в 20 странах мира на разных языках.
В 2002 году Владимир Путин предложил Пугачёву выступить с законодательной инициативой по возврату вывезенного за рубеж капитала. Конфликт между Путиным и Пугачёвым развивался в том числе из-за инвестирования Пугачёва в заграничные активы.
В 2007 году Сергей Пугачёв купил французский бакалейный дом Hediard, сделка была названа «прорывом российского капитала на мировой рынок», её сравнивали с покупкой футбольного клуба «Челси» Абрамовичем в 2003 году).
В 2008 году куплена у лорда Дэвида Линли половина компании David Linley Holdings Limited, специализирующейся на дизайне яхт, интерьеров и мебели.
В августе 2009 года Пугачёв приобретает американскую фармацевтическую компанию Biopure Corporation, биржевая стоимость которой достигала 3,5 млрд долл. США.

### Проект реконструкции Средних торговых рядов
Проект реконструкции Средних торговых рядов, где планировалось создать многофункциональный гостиничный комплекс, был разработан Управлением делами президента в 2000 году; в 2004 году инвестором проекта стала Объединённая промышленная корпорация (ОПК) Сергея Пугачёва. Со стороны Управления делами президента был подписан инвестиционный договор со структурами Пугачёва на реконструкцию и застройку СТР на Красной площади (в порядке компенсации трат). Планировалось открыть пятизвёздочный гостиничный комплекс «Кремлёвский». Проект презентовал Кожин, который сослался на жёсткие условия при выборе инвестора, которые предполагали невозможность оформить в собственность историческую часть постройки, а также предписывалась компенсация бывшему собственнику (Минобороны) в размере $60 млн на условиях полной предоплаты, в результате чего условия приняла только Объединённая промышленная корпорация. Компенсация Пугачёвым для Минобороны была выплачена из его собственных средств. По оценкам экспертов стоимость квадратного метра превысит 100 тысяч долларов, что выше показателя Лондона. Для создания комплекса «Кремлёвский» был приглашён архитектор Жан-Мишель Вильмотт.
Сергей Пугачёв получил право собственности на жилую часть зданий (около 40 тысяч м²) на Красной Площади после завершения их строительства и 2 гектара земельного участка, концессию на эксплуатацию управления отелем «Кремлёвский». Дополнительно компания Пугачёва перечислила 1,5 млрд рублей Министерству обороны. Впоследствии Счётная Палата установила, что выделенные деньги в большей части были похищены. По данным Ernst and Young, только инвестиционное соглашение в период экономического кризиса было оценено в 950 миллионов долларов США.
В 2008 году Пугачёв дал согласие на продажу, по рыночной цене, в итоге правительство РФ предусмотрело выплату компенсаций для Пугачёва федеральным законом «О федеральном бюджете на 2009 год». Оставшуюся часть компенсации было решено внести на бюджет 2010 года.
В 2009 году Управление делами президента РФ расторгло заключённый контракт и передало объект на Красной площади в ведение ФСО. В итоге компенсация выплачена не была, при этом и история с отелем не завершилась. В марте 2011 года Пугачёв через свою компанию ООО «Средние торговые ряды» попробовал вернуть 41 миллиард рублей в судебном порядке. Был подан иск на Министерство финансов с требованием возмещения средств за отказ от проекта и возмещение потраченных средств. Исковые требования удовлетворены не были.

### Енисейская промышленная компания
Сергею Пугачёву принадлежала Енисейская промышленная компания (ЕПК), которая приобрела лицензию на разработку Элегестского нагорья в Улуг-Хемском угольном бассейне (Республика Тува). Правительство России одобрило проект железной дороги для вывоза угля с месторождения. При покупке месторождения была неизвестна его рентабельность, после покупки было определено, что данное месторождение является крупнейшим в мире по запасам коксующегося угля и содержит около миллиарда тонн ископаемых.
В 2008 году ЕПК подписывает договор о технико-экономическом обосновании и правах на приобретение 25 % акций по рыночной стоимости и опцион до 49 % японским конгломератом Mitsui, в соответствии с которым он профинансировал на безвозмездной основе часть геолого-разведочных работ.
После того как пошла экспроприация активов в России, Сергей Пугачёв принял решение продать ЕПК. В августе 2010 года ОПК-Майнинг воспользовалась услугами Credit Suisse для оценки ЕПК и поиска претендентов на покупку. По оценке компании KPMG, в 2011 году стоимость ЕПК составляла 4-4.5 миллиардов долларов США. Credit Suisse после роад-шоу по миру представил список 40 потенциальных покупателей ЕПК, в их числе были Mitsui, Arselor Mittal (Лакшими Миталл).
В 2012 году Руслан Байсаров обратился к Путину в своём письме от лица несуществующей одноимённой ООО «ЕПК» с просьбой осуществить отзыв лицензии у ЕПК и передать её его компании. Договорённость была достигнута во время встречи Путина с президентом Чечни Рамзаном Кадыровым. Путин удовлетворил ходатайство Байсарова и поручил первому вице-премьеру Шувалову отозвать лицензию, после чего передать её структурам Байсарова. В сентябре 2012 года в правительстве Байсаров попросил аннулировать лицензию ОАО «ЕПК». На встрече присутствовал заместитель руководителя АСВ Мирошников, который впоследствии стал известен из-за разбирательств с Пугачёвым за рубежом. 28 декабря 2012 года лицензия у ЕПК была отобрана по причине «невыполнения взятых на себя обязательств».

### Девелоперский проект «Грибаново»
Для реализации проекта структуры Сергея Пугачёва привлекли кредит ВТБ в размере 1 млрд долларов США. Управлять строительством должна была подконтрольная Пугачёву ОПК-Девелопмент. Ранее, в 2009 году, председатель ВТБ Костин предложил произвести досрочное погашение кредита землями, которые находились в залоге у банка (1162 гектара тогда оценивалась более, чем в 4 млрд долларов США).
Впоследствии один из участков площадью 1162 гектара в районе резиденции президента в Ново-Огарёво оказался в собственности ФСО.
В 2009 году некоторые члены колхоза Ленинский Луч подали в Красногорский суд ходатайство об аннулировании первоначальной сделки с Дмитровским совхозом 2003 года. Суд отклонил ходатайство в связи с истечением срока давности.
В 2012 году сделана вторая попытка оспорить сделку 2003 года. Колхоз Ленинский Луч, как юридическое лицо, подал иск в Московский арбитражный суд против совхоза и компании Оптик-Трейд (которая являлась собственником земли и была подконтрольной Пугачёву) с требованием признать за колхозом право собственности на 167 участков. Московский арбитражный суд в итоге вынес решение в пользу колхоза, так как Оптик-Трейд оказалась непроинформированной о судебном процессе и, таким образом, не смогла заявить об истечении срока исковой давности. Колхоз стал, по решению суда, законным собственником земельных участков, которые ранее находились под владением Оптик-Трейд. Компания узнала о судебном процессе после подачи иска со стороны Дмитровского совхоза, ею была подана собственная апелляция на решение, которая была отклонена судом. Федеральный арбитражный суд Московского округа затем подтвердил это решение суда, сочтя невозможным подачу дальнейших апелляций.
По данным Фонда по борьбе с коррупцией Алексея Навального, земельные участки перешли в собственность лиц, находящихся под контролем семьи генерального прокурора РФ Юрия Чайки.

### Юридические претензии
В декабре 2013 года АСВ подало иск в Арбитражный суд города Москвы о привлечении к субсидиарной ответственности по долгам Межпромбанка (который решением суда был признан банкротом в декабре 2010 года) руководителей банка Александра Диденко, Алексея Злобина, Марину Илларионову и Сергея Пугачёва (который был назван фактическим собственником, определяющим фактически принятые банком решения). Во время процесса часть ключевых членов руководства Межпромбанка не давали показаний (в их числе председатель совета директоров Джеральд Ковальски), тогда как обвинение основывалось на показаниях от собственника Межпромбанка Хендерсона-Стюарта и бывшего директора банка Александра Диденко, который согласился на сделку со следствием. Вскоре АСВ обратилось в Высокий суд Лондона для проведения обеспечительных мер по вышеуказанному иску. Интересы АСВ представляла компания Хоган Ловеллс. Отмечалось, что каких-то самостоятельных претензий не заявилось, были исключительно требования обеспечительного производства.
В ноябре 2014 года российское бюро Интерпола разместило информацию на своём сайте о начале розыска Сергея Пугачёва. Вскоре, после жалобы французских адвокатов в Центральное бюро Интерпола, в связи с политической мотивацией российской стороны, Пугачёв исключается из базы данных Интерпола.

## Общественная деятельность и политические заявления
В августе 2000 года вместе с наместником московского Сретенского монастыря архимандритом Тихоном (Шевкуновым) сопровождал президента Владимира Путина в частной поездке в Псково-Печерский монастырь.
В декабре 2008 года Пугачёв в Национальном музее Тувы представляет уникальную коллекцию золота скифов для широкой публики. В церемонии приняли участие председатель Совета директоров аукционного дома Christies Дэвид Линли с женой Сереной, принцесса Салима (занята в благотворительности) и управляющий директор компании Asprey Брюс Дандас.
С конца 1990-х годов был известен как «православный олигарх» и спонсор московского Сретенского монастыря, наместником которого состоял архимандрит Тихон (Шевкунов). В 2000-е получил репутацию влиятельного проводника идей православия в кругу президента Путина; по информации «Новой Газеты», Пугачёв познакомил президента Путина с его «духовником» — Тихоном (Шевкуновым).
В июле 2015 года в газете Financial Times сказал, что, будучи вхожим в ближний круг Ельцина, именно он впервые назвал имя Путина в качестве возможного преемника на посту президента России. Дочь Ельцина Татьяна Юмашева опровергла утверждения Пугачёва, назвав их «бредом». Впоследствии Пугачёв повторил свою версию событий в интервью Дмитрию Гордону. Он пояснил, что перед «Семьёй» (ближайшим окружением президента Ельцина, которое существенным образом влияло на проводимую им политику) ближе к концу второго срока Бориса Ельцина встал вопрос о том, как избежать преследования со стороны генерального прокурора Юрия Скуратова (по делу Mabetex) после выборов 2000 года и утраты Ельциным власти.
Директор ФСБ (в 1998—1999) Владимир Путин, согласно рассказу Пугачёва, был компромиссной (и практически единственной возможной) фигурой на роль преемника Ельцина, при этом его назначение на должность премьер-министра России было встречено резкой критикой со стороны действующего премьера Сергея Степашина. Также Пугачёв рассказал, что в планы Путина становиться президентом не входило, но тот был «поставлен перед фактом» и изначально думал, что пробудет президентом не более 2 лет.

Говоря о причинах его размолвки с Путиным, в 2015 году Сергей Пугачёв заявил:
«Году в 2009-м мы много говорили, спорили, но было уже понятно, что я не оказываю более того влияния, которое мною могло быть оказано в начале его президентского срока. <…> Вот эта суперкоррупционная составляющая — полное отсутствие правоохранительной системы, судов и прочих институтов власти; использование международных институтов, включая Интерпол, суды различных инстанций исключительно в интересах конкретных людей с целью их обогащения либо удержания у власти — это последствия такой политики. Виноват ли в этом Путин? Я думаю, да. Но говорить о том, что всё это делает он, будет отчасти несправедливо».

## Семья
Сергей Пугачёв разведён, имеет 2 взрослых сыновей от брака с Галиной Пугачёвой, а также 3 детей от британской гражданки Александры Толстой (дочь британского историка и политика Николая Толстого) и 6 внуков. По сведениям на июль 2014 года, формально оставаясь в прежнем браке, сожительствовал с Толстой.
Его сын — Александр Пугачёв (гражданин Франции) — в начале 2009 года стал новым владельцем французской газеты France Soir, в рекламную кампанию которой им было в течение последующего года вложено 20 млн евро, при значительном увеличении тиража — до 100 тысяч экземпляров. Впоследствии газета признана банкротом.

## Награды
- Благодарность Президента Российской Федерации Б. Н. Ельцина — за большой вклад в становление российской демократии, творческое и инициативное участие в подготовке и проведении кампании всенародных выборов Президента Российской Федерации 1996 года (1996)
- Орден святого благоверного князя Даниила Московского (1996)[119]
- Медаль «В память 1000-летия Казани» (2005)[119]
- Медаль Министерства обороны за заслуги ВМС (2006)[источник не указан 2988 дней]
- Благодарность Председателя Правительства Республики Тыва — за заслуги и значительный вклад в социально-экономическое развитие Республики Тыва, помощь в сохранении и пропаганде культурно-исторического наследия
- «Заслуженный работник Республики Тыва» (2008)[120]
- Благодарность Председателя Совета Федерации Федерального Собрания Российской Федерации — за большой вклад в совершенствование законодательства, развитие парламентаризма в Российской Федерации (2008)[источник не указан 2988 дней]
- Орден преподобного Серафима Саровского III степени (2010)[источник не указан 2988 дней]